# Chengguan (Qamdo)
Chengguan, także Qamdo (chiń. 城关镇; pinyin Chéngguān Zhèn; tyb. ཁྲིན་ཀོན་རྡལ།, Wylie: khrin kon rdal) – gmina miejska w południowo-zachodnich Chinach, w Tybetańskim Regionie Autonomicznym, w prefekturze miejskiej Qamdo, ośrodek administracyjny dzielnicy Karub, nad rzeką Mekong, przy drodze samochodowej z Chengdu do Lhasy. Liczy ok. 13 tys. mieszkańców. Ośrodek usługowy regionu turystycznego. W mieście rozwinęło się rzemiosło artystyczne. W okolicy występują złoża licznych surowców mineralnych, m.in. węgla kamiennego i rud metali.